# Jesús Valenzuela
Jesús Noel Valenzuela Sáez (Acarigua, 24 novembre 1983) è un arbitro di calcio venezuelano.

## Carriera
Dopo aver debuttato nel massimo campionato venezuelano nel 2011, dal 2013 è arbitro internazionale FIFA. Nel 2017 ha arbitrato due incontri al campionato sudamericano Under-20.
Nel 2019 viene selezionato tra gli arbitri della Copa América in Brasile.
Nel 2021 è nuovamente arbitro della Copa América, svoltasi nuovamente in Brasile, dove dirige due incontri tra cui la semifinale tra Argentina e Colombia. Dirige inoltre tre incontri del torneo olimpico di Tokyo 2020, svoltosi tra il luglio e l'agosto 2021:
| Data      | Partita                 | Risultato   |
| --------- | ----------------------- | ----------- |
| 22 luglio | Giappone - Sudafrica    | 1 - 0       |
| 21 luglio | Corea del Sud - Romania | 4 - 0       |
| 31 luglio | Spagna - Costa d'Avorio | 5 - 2 (dts) |

Nel maggio 2022 viene selezionato ufficialmente dalla FIFA per i mondiali di Qatar 2022; lì, dirige Inghilterra-Stati Uniti (fase a gironi, 0-0) e Francia-Polonia (ottavi di finale, 3-1).